# Tricot rayé
Taxons concernés
Les tricots rayés sont des serpents marins du genre Laticauda de Nouvelle-Calédonie.
Ils se nourrissent en mer (prédateurs de murènes et de congres,,) mais vivent la plupart du temps sur terre, pour digérer, muer, se reproduire ou pondre.
Ils passent la moitié du temps sur terre, et l'autre moitié dans l'eau.
Serpents au venin mortel (leur morsure équivaut à dix fois celle du cobra royal et 40 fois le crotale diamantin), ils ne sont pas du tout agressifs et restent très craintifs.
Ovipares, ils pondent leurs œufs à terre.
Ils ne sont dangereux que lorsqu'ils se sentent dérangés, menacés ou observés. Les morsures sont extrêmement rares[réf. souhaitée] (mais doivent être traitées immédiatement).
Certains affirment à tort que du fait d'une bouche trop petite, le seul endroit où il peut mordre est la peau entre les doigts, en réalité il peut ouvrir la gueule à cent quatre-vingt degrés, ce qui implique une possibilité de morsure où il veut,.
Les enfants de Nouvelle-Calédonie ont l'habitude de jouer avec eux,.
Trois espèces cohabitent :
- Laticauda laticaudata, le « tricot rayé bleu »[1],[3] ou « tricot rayé à lèvres sombres »[8] ou « plature à bandes »,[8]
- Laticauda saintgironsi, le « tricot rayé jaune »[1],[3],[9] ou plature de Saint Girons
- Laticauda colubrina le « tricot rayé à lèvres jaunes »[10], « tricot rayé jaune »[11], « plature couleuvrin »[11] ou cobra de mer[réf. nécessaire].

Les deux espèces L. laticaudata et L. saintgironsi, bien que d'apparence similaire, ont des divergences profondes.

## Sources
- Notes du Centre d'études biologiques de Chizé (UPR1934 CNRS), CNRS DR15 - La Lettre de la Délégation n° 202.